# Římskokatolická farnost Tuhaň
Římskokatolická farnost Tuhaň (něm Tuhan) je církevní správní jednotka sdružující římské katolíky na území obce Tuhaň a v jejím okolí. Organizačně spadá do českolipského vikariátu, který je jedním z 10 vikariátů litoměřické diecéze. Centrem farnosti je kostel svatého Havla v Tuhani u Dubé.

## Historie farnosti
První zmínka o farním kostele v Tuhani je z roku 1352. Farnost zanikla za husitských válek a její obce byly přifařeny k Doksům. V roce 1724 byla farnost obnovena. Ve 20. století začala farnost být administrována z Dubé, a ve 2. dekádě 20. století je spolu s Dubou administrována (in spiritualibus) z Jestřebí. Materiálním správcem farnosti je jáhen, který sídlí na faře v Dubé.

### Duchovní správcové vedoucí farnost
Začátek působnosti jmenovaného v duchovní správě farnosti od:
- 1362 Paulus
- Rudlinus
- 1371 Joannes
- 1377 Nicolaus
- Joannes
- 1415 Wenceslaus
- 1424 Hieronymus
- 1724 Michaël Franciscus Biener
- 1765 Joannes Lutta
- 1777 Josephus Raus de Lipan
- 1785 Anton. Schneider, † 12. 3. 1792
- 1792 Jos. Schifner, n. 2. 10. 1758 Hirschberg, o. 17. 3. 1782, † 3. 3. 1821
- 1794 Ioann. Pauli, † 12. 5. 1817
- 1817 Jos. Rosenmüller, n. 24. 4. 1764 Schoellesens, o. 13. 1. 1791, † 16. 3. 1824
- 1821 Florian. Werner, n. 20. 2. 1793 Wilschens, o. 15. 8. 1816
- 1864 chybí katalog
- 1865 Joach. Jindra, n. 17. 8. 1806 Horatic. o. 28. 9. 1832, † 11. 7. 1886
- 1875 Josef Bušek, n. 30. 1. 1826 Aujezd, o. 25. 7. 1856, † 30. 1. 1889
- 1889 Josef Bartoníček, n. 18. 2. 1846 Soběrazy, o. 25. 7. 1871, † 16. 2. 1893
- 1894 Joann. Nekovář, n. 7. 5. 1852 Pacov, o. 19. 7. 1879, † 13. 6. 1905
- 1905 par. vacat, admin. interc. Adolph. Grössl
- 1907 Franc. Steffan, n. 18. 7. 1870 Arnau, o. 17. 6. 1894, † 22. 1. 1935
- 1934 par. vacat, admin. exc. Josef Massanz
- 1935 Alph. Ramisch, n. 9. 8. 1902 Wallach, o. 11. 7. 1926
- 1941 Joann. Böhm, n. 3. 9. 1908 Prag., o. 24. 6. 1934, † 20. 12. 1979
- 15. 4. 1941 Erhard. Lang, n. 9. 1. 1909 St. Georgenthal, o. 25. 6. 1933, exil x. 6. 1947 Holzhausen (Münch)
- 18. 7. 1946 Josef Massanz
- 11. 10. 1946 Karel Petržílek
- 1. 2. 1951 Václav Červinka, admin. exc. z Dubé
- 1. 3. 1973 Josef Bělohlav, admin. exc. z Dubé
- 1. 2. 1992 Jaroslav Macoun, admin. exc. z Jestřebí; od 1. 5. 1992 admin. exc. in spiritualibus z Jestřebí
  - 1. 5. 1992 Milan Mordačik, trvalá jáhenská služba, admin. exc. in materialibus z Dubé
- 13. 11. 2007 Josef Rousek, admin. exc. in spiritualibus z Jestřebí, † 9. 10. 2022
- 12. 10. 2020 Rudolf Repka, admin. exc. in spiritualibus ze Cvikova[1]

Kromě kněží stojících v čele farnosti, působili ve farnosti v průběhu její historie i jiní kněží. Většinou pracovali jako farní vikáři, kaplani, katecheté, výpomocní duchovní aj.

## Římskokatolické sakrální stavby na území farnosti
| | Fotografie | Stavba                     | Místo        | Bohoslužby                      | Zeměpisné souřadnice             | Status       | Číslo kulturní památky           |
| Kostel | Kostel     | Kostel                     | Kostel       | Kostel                          | Kostel                           | Kostel       | Kostel                           |
| --- | ---------- | -------------------------- | ------------ | ------------------------------- | -------------------------------- | ------------ | -------------------------------- |
| 1. |            | Kostel sv. Havla           | Tuhaň u Dubé | bližší informace o bohoslužbách | 50°32′13″ s. š., 14°28′10″ v. d. | farní kostel | 16185/5-3337 (Pk•MIS•Sez•Obr•WD) |
| Kaple |            |                            |              |                                 |                                  |              |                                  |
| 2. |            | Kaple sv. Jana Nepomuckého | Pavličky     | bližší informace o bohoslužbách | 50°32′39″ s. š., 14°29′28″ v. d. | kaple        | 35263/5-3348 (Pk•MIS•Sez•Obr•WD) |
| 3. |            | Kaple sv. Anny             | Tuhaň u Dubé | bohoslužby příležitostně        | 50°32′12″ s. š., 14°28′10″ v. d. | kaple        | —                                |
| 4. |            | Kaple sv. Huberta          | Tuhaň u Dubé | bohoslužby příležitostně        |                                  | kaple        | —                                |
| Některé drobné sakrální stavby a pamětihodnosti lze dohledat zde v databázi Drobné sakrální památky Zaniklé sakrální stavby lze dohledat zde v databázi Poškozené a zničené kostely, kaple a synagogy v České republice |            |                            |              |                                 |                                  |              |                                  |

Ve farnosti se mohou nacházet i další drobné sakrální stavby, místa římskokatolického kultu a pamětihodnosti, které neobsahuje tato tabulka.

## Příslušnost k farnímu obvodu
Z důvodu efektivity duchovní správy byl vytvořen farní obvod (kolatura) farnosti Cvikov, jehož součástí je i farnost Tuhaň, která je tak po duchovní stránce spravována excurrendo. Po materiální stránce je farnost Tuhaň spravována excurrendo z farnosti – děkanství Dubá. Přehled těchto kolatur je v tabulce farních obvodů českolipského vikariátu.